# Narovcsati járás
A Narovcsati járás (oroszul Наровчатский район) Oroszország egyik járása a Penzai területen. Székhelye Narovcsat.

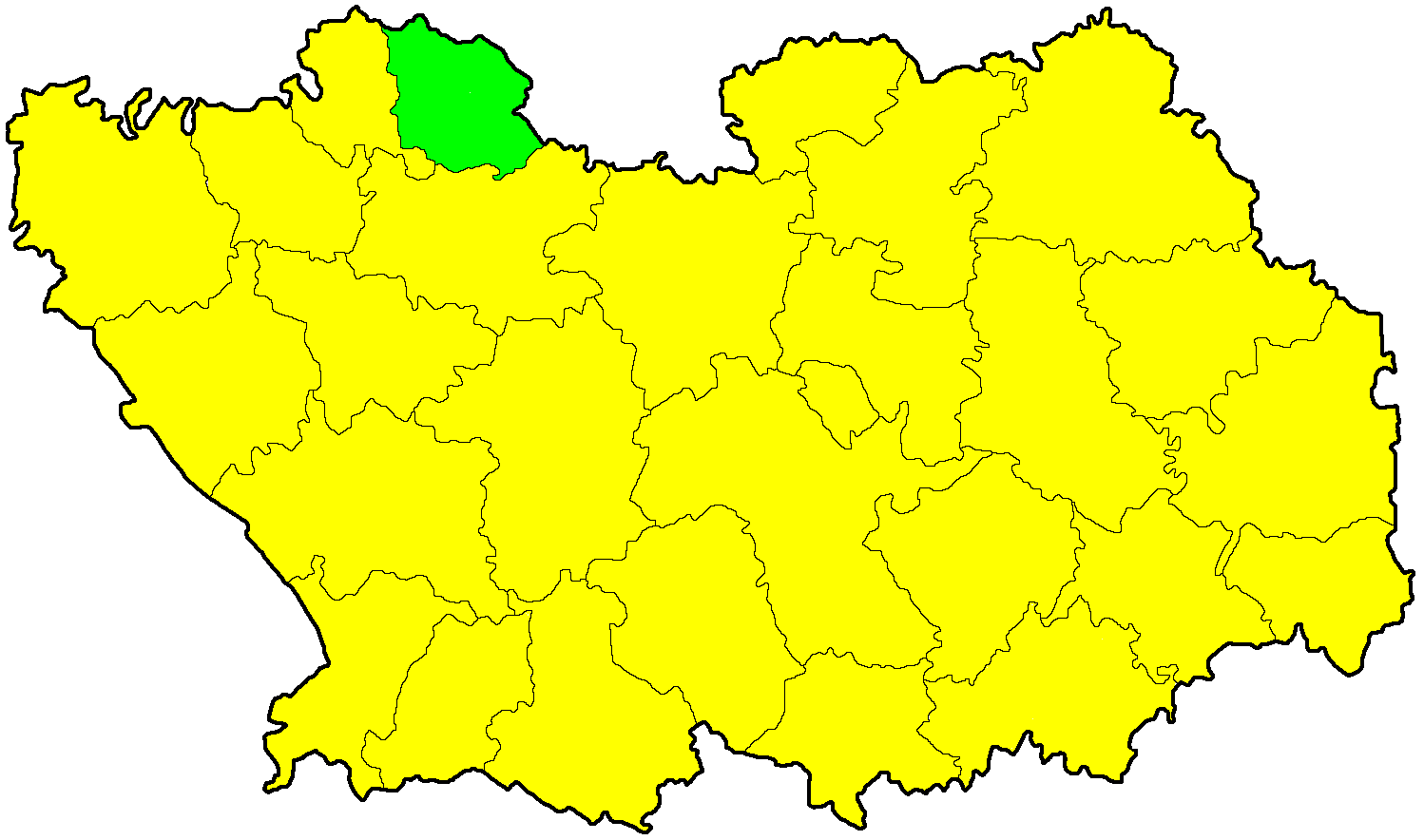
A Narovcsati járás a Penzai területen

## Népesség
- 1989-ben 15 718 lakosa volt.
- 2002-ben 13 839 lakosa volt, melynek 90%-a orosz, 8%-a mordvin, 1%-a tatár.
- 2010-ben 12 070 lakosa volt, melynek 90,9%-a orosz, 7,8%-a mordvin.